# Notomma jucundum
Notomma jucundum är en tvåvingeart som först beskrevs av Friedrich Hermann Loew 1861.  Notomma jucundum ingår i släktet Notomma och familjen borrflugor. Inga underarter finns listade i Catalogue of Life.